# ميخائيل بارك
ميخائيل بارك (بالإنجليزية: Michael Park)‏ هو ممثل أمريكي، ولد في 20 يوليو 1968 في الولايات المتحدة.

## وصلات خارجية
- ميخائيل بارك على موقع IMDb (الإنجليزية)
- ميخائيل بارك على موقع ألو سيني (الفرنسية)
- ميخائيل بارك على موقع قاعدة بيانات برودواي على الإنترنت (الإنجليزية)
- ميخائيل بارك على موقع قاعدة بيانات الفيلم (الإنجليزية)
- ميخائيل بارك على موقع كينوبويسك (الروسية)